# دوروثي أتابونج
دوروثي أتابونج هي ممثلة وكاتبة ومنتجة حائزة على جوائز ، اشتهرت بصوت الدموع  والتي حصلت على جوائز متنوعة منها جائزة أفريقا للأفلام في عام 2015. 

## الحياة الشخصية
```
تزوجت أتابونغ في عام 2008 ولديها ولدين ، أحدهما ولد في عام 2011 والآخر في عام 2015. في عام 2013 ، ظهرت أتابونغ في برنامج سي بي سي راديو صباح الخير مع مات غالواي لمناقشة مشكلة العنف الأسري ضد المرأة ، وفيلمها Sound Of Tears for the  صوت الدموع اليوم الوطني لإحياء ذكرى 
العنف ضد المرأة
 واتخاذ إجراءات بشأنه في 6 ديسمبر 2013. 
[
6
]
```

## روابط خارجية
- Official Website
- دوروثي أتابونج على موقع IMDb (الإنجليزية)